# 馬鸞
馬鸞（？—？），字守貞，山西太平縣（今屬襄汾縣）人，明朝政治人物。同進士出身。

## 生平
馬鸞於明朝成化二十年（1484年）登進士，授行人司，選江西道監察御史，陞山東按察司僉事。

## 家族
有子馬聰。。